# Mustafa Can

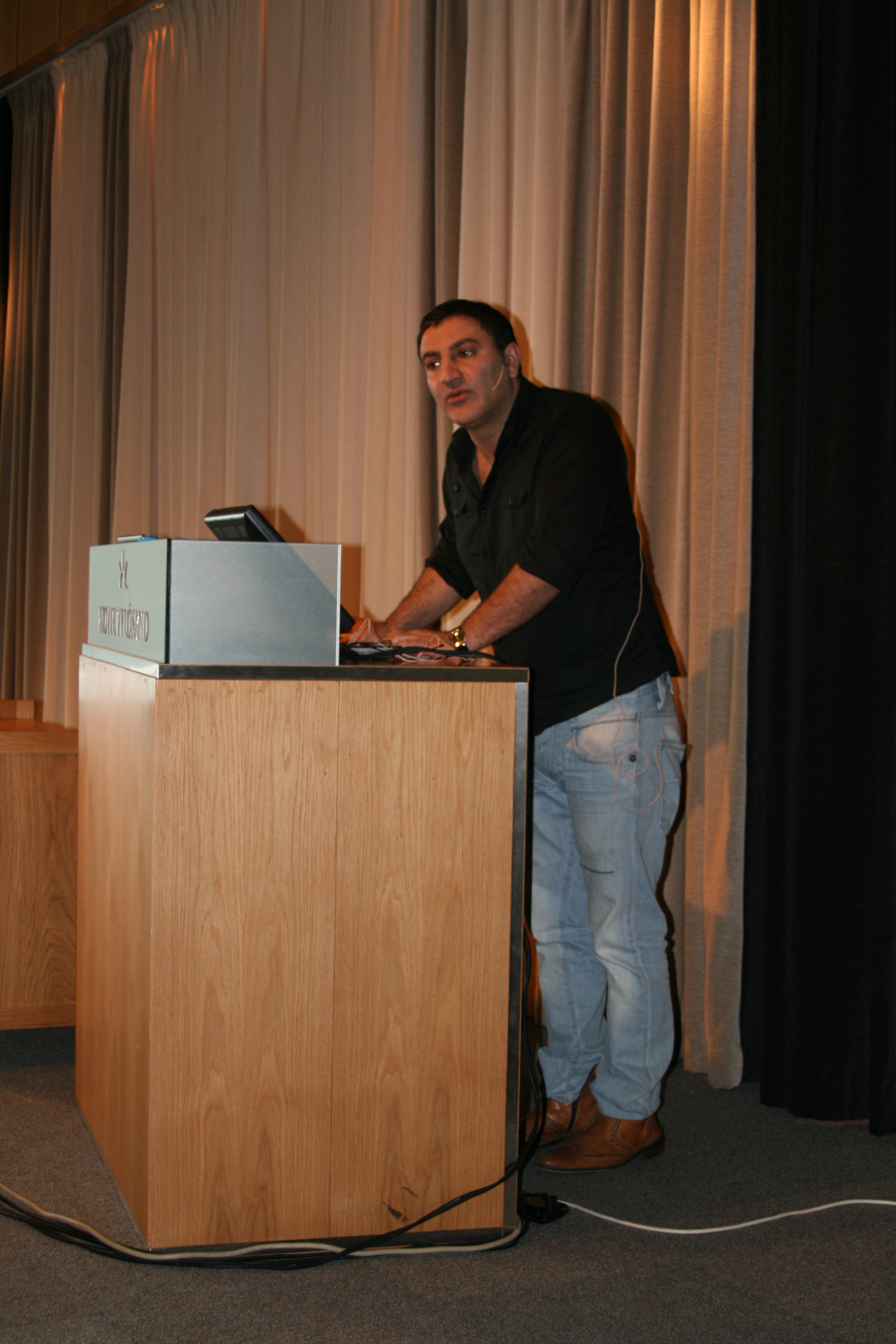
Mustafa Can på Halmstadkonferensen i Tylösand 2008.

Mustafa Can (IPA: /mɵstafa ʤanː/), född 15 oktober 1969 i Kurekan (Obuzbaşı), Turkiet, är en svensk-kurdisk journalist och författare.

## Biografi
Mustafa Can är av kurdisk härkomst. Sex år gammal utvandrade Can tillsammans med sin familj från hembyn Kurekan (Obuzbaşı) i Turkiet och växte sedan upp i Skövde. Han började sitt yrkesliv i krogbranschen men är sedan 2001 frilansjournalist på heltid, och belönades 2002 med Stora Journalistpriset i kategorin Årets berättare.
Can deltog 2003 i Sommar i P1 med ett sommarprat om sin mor. Avsnittet blev mycket uppmärksammat och ledde till att Can vann Stora Radiopriset och Ikarospriset. Även debutromanen Tätt intill dagarna, som utkom 2006, handlar till stor del om hans mors liv.  2005 sommarpratade Can igen, med fokus på sin far. Efter det har han varit värd för ytterligare ett avsnitt av Sommar i P1 (2014) samt två avsnitt av Vinter i P1 (2014, 2022). 
När han 2006 mottog Guldpennan av Publicistklubben, löd motiveringen: "från en kurdisk by i Turkiet erövrat ett nytt språk". Efteråt kommenterade Can: "Vad har det här med min bakgrund att göra? Jag var sex år när jag kom hit. Jag har inte erövrat något språk, jag har nästan fötts in i det."
Som journalist samarbetar Mustafa Can med Dagens Nyheter, Svenska Dagbladet, Aftenposten och andra stora skandinaviska tidningar.
I februari 2006 publicerade Dagens Nyheter Cans artikel om Alexander Bards sändlista Elit, vilket väckte stor uppståndelse. Efter det har Can skrivit längre reportage om bland annat gerillarörelsen i Kobane och svensk främlingsfientlighet.

## Priser och utmärkelser
- 2002 – Stora journalistpriset ("Årets berättare")
- 2004 – Stora radiopriset för Sommar med P1 ("Årets Public Service")
- 2005 – Sveriges Essäfonds pris
- 2006 – Publicistklubbens Guldpennan
- 2006 – Årets hedersskaraborgare
- 2008 – Pocketpriset, silver för Tätt intill dagarna